# تشارلز إي. دونز
تشارلز إي. دونز هو سياسي أمريكي، ولد في 11 فبراير 1898، وتوفي في 15 مايو 1967. نشط حزبياً في الحزب الجمهوري.